# Рингсакер
Рѝнгсакер (на норвежки: Ringsaker) е община в южна Норвегия. Разположена е на източния бряг на езерото Мьоса във фюлке Хедмарк на около 120 km на североизток от столицата Осло. На северозапад граничи с община Лилехамер, на север с община Омот и на изток с община Хамар. Получава статут на община на 1 януари 1838 г. Основни отрасли в икономиката са селското стопанство, лесовъдството и зимният туризъм с подходящи терени за ски. Административен център на общината е град Брюмундал. Население 32 524 жители според данни от преброяването към 1 януари 2010 г.